# Swedish Open 1972
Die Swedish Open 1972 im Badminton fanden vom 7. bis zum 9. Januar 1972 in Borås statt. Es war die 17. Austragung der Titelkämpfe. Es war einer der wenigen Starts von DDR-Badmintonspielern im nichtsozialistischen Ausland. Erfried Michalowsky, Edgar Michalowski, Roland Riese, Monika Thiere, Angela Cassens und Christine Zierath vertraten die DDR.

## Finalresultate
| Disziplin    | Sieger                      | Finalist                      | Ergebnis          |
| ------------ | --------------------------- | ----------------------------- | ----------------- |
| Herreneinzel | Svend Pri                   | Sture Johnsson                | 15:12, 15:6       |
| Dameneinzel  | Eva Twedberg                | Irmgard Gerlatzka             | 11:5, 12:10       |
| Herrendoppel | Erland Kops Svend Pri       | Per Walsøe Poul Petersen      | 15:4, 9:15, 15:12 |
| Damendoppel  | Margaret Beck Gillian Gilks | Anne Flindt Pernille Kaagaard | 15:8, 15:8        |
| Mixed        | David Eddy Gillian Gilks    | Svend Pri Ulla Strand         | 15:10, 15:8       |